# Nostromo

Distintivo della categoria nocchieri della Marina Militare Italiana

Il nostromo è il più esperto dei sottufficiali adibiti al servizio di coperta di una nave militare (nocchieri) e degli uomini adibiti ai servizi di coperta della marina mercantile.

## Etimologia
Il termine deriva dal latino Noster Homo, "il nostro uomo".

## Grado
Diversamente dalla Marina Militare Italiana dove non è un grado gerarchico ma è un incarico, in alcune marine militari il nostromo è un grado militare.

## Figure storiche
Tra i vari personaggi della storia viene ricordato il nostromo di Enea, Palinuro, che la leggenda vuole sepolto su un promontorio del Cilento al quale fu dato il suo nome (Capo Palinuro).
Un altro noto esempio in ambito letterario è rappresentato  da Spugna, nostromo di origini irlandesi del vascello pirata di Capitan Uncino, nonché suo fidato assistente e confidente.

## Competenze
Oltre a essere il depositario delle conoscenze tradizionali di arte marinaresca acquisite dopo lunga attività in contatto con il mare (nel bello e cattivo tempo) è figurativamente indicato come personaggio rozzo e sbrigativo, non ha paura di affrontare condizioni estreme e impervie che il mare stesso può offrire, in tempi antichi era colui che, all'ordine del Comandante, incitava l'equipaggio all'arrembaggio. Secondo una "battuta" che circola in ambiente militare il nostromo è definito (sicuramente a torto) come uomo rozzo e carismatico, addetto al governo dell'equipaggio.
Generalmente si occupa di coordinare, d'intesa col Capo dipartimento coperta, il lavoro del personale di coperta; il suo compito è quello di "Capo Componente/Capo Nucleo Marinaresca" che include mansioni riguardanti:
- il servizio di timoneria (condotta in navigazione della nave);
- l'ormeggio in banchina e in mare della nave e di tutte le imbarcazioni e natanti interessate alla stessa, quindi anche all'approvigione e collaudo di cavi, catene e ancore che potrebbero servire a bordo;
- alle manovre di carico/scarico materiale tramite sistemi funicolari;
- alla manutenzione estetica della nave e delle lance se la nave ne è provvista.

## Italia
Nelle navi mercantili italiane il nostromo è il Capo Servizio di Coperta, e principale collaboratore, per tutte le attività marinaresche, del Comandante in seconda sulle navi passeggeri e del Primo Ufficiale sulle navi da carico.

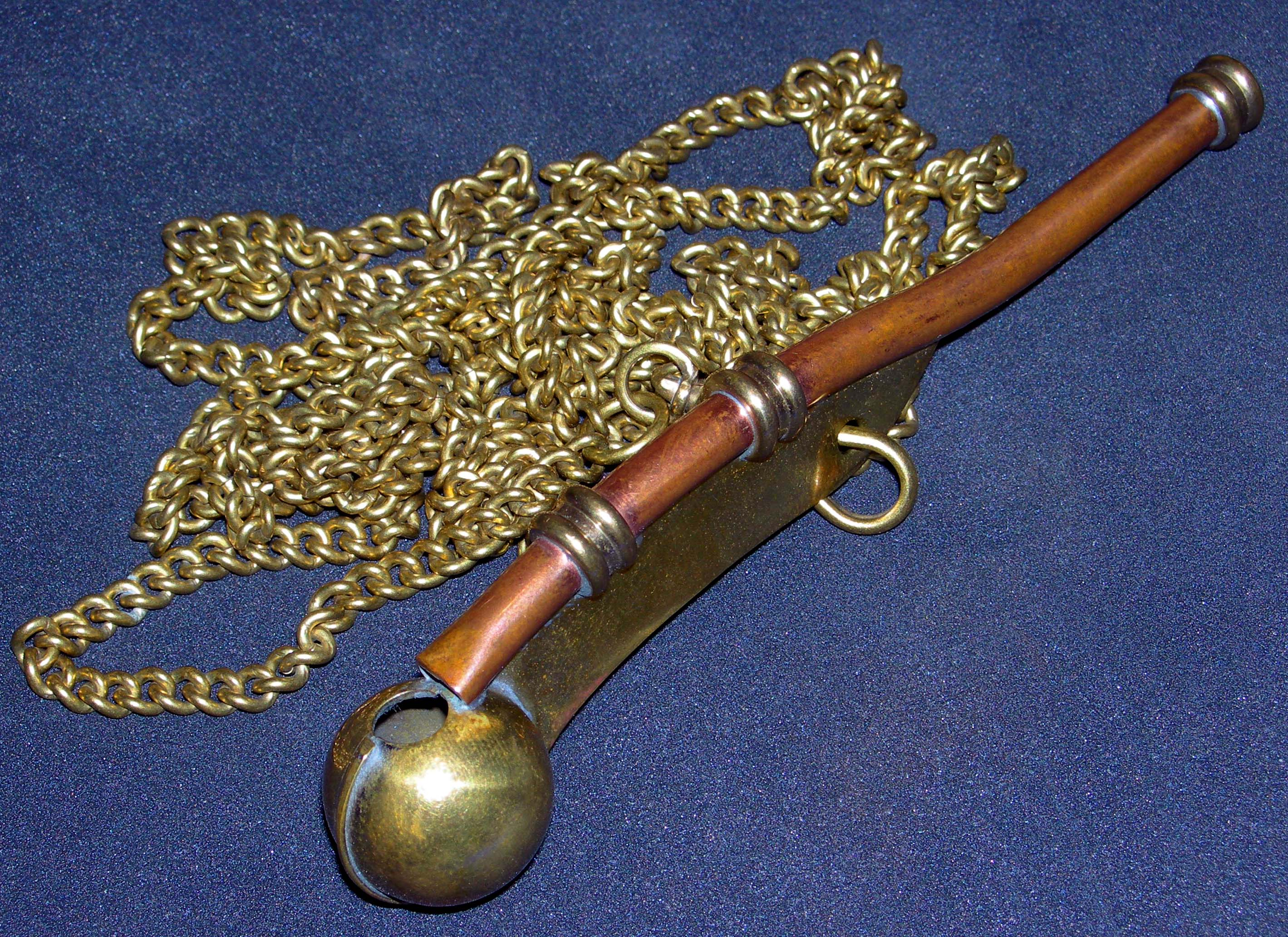
Fischietto da nostromo

Nella Marina Militare non è un grado gerarchico ma è un incarico, un ruolo ben preciso che è affidato a un sottufficiale generalmente del ruolo marescialli della categoria Nocchieri, ma a volte anche un secondo capo nelle navi più piccole, che usualmente è il più anziano dei sottufficiali della categoria nocchieri che prestano servizio in coperta e pertanto la sua “autorità operativa” è di norma esercitata soltanto sul personale di coperta della categoria nocchieri di cui sovrintende e ne dirige le varie operazioni e manovre sul ponte di coperta.
Nell’epoca della navigazione a vela per impartire gli ordini ai suoi subordinati il nostromo faceva uso del fischietto i cui sibili, acuti e diversamente modulati, potevano essere sentiti dai marinai nonostante il rumore prodotto dalle onde del mare e dalle raffiche di vento.
Oggigiorno i sibili del fischietto rendono gli onori a bordo delle unità della Marina Militare. I fischi eseguiti si contraddistinguono in:
- Due alla banda, per gli Ufficiali fino al grado di Tenente di vascello e corrispondenti gradi o livelli sia militari sia civili;
- Quattro alla banda, per gli Ufficiali fino al grado di Capitano di vascello e corrispondenti gradi o livelli sia militari sia civili;
- Sei alla banda, per gli alti Ufficiali fino al grado di Ammiraglio di squadra e corrispondenti gradi o livelli sia militari sia civili;
- Otto alla banda, che sono i massimi onori, tributati alla Bandiera nazionale/Navale, ai Capi di Stato, ai Caduti.

Anche la cerimonia dell'ammaina bandiera, sia in porto che in mare, è eseguita con gli ordini al fischio. In navigazione, quando il più giovane Guardiamarina termina di recitare la Preghiera del marinaio la bandiera prima scende e poi torna a riva, poiché in mare la nave non ammaina mai la sua bandiera, in quanto ciò accade soltanto per manifestare la propria resa delle armi dinanzi al nemico.

Distintivo di grado di nostromo della Marina Mercantile Italiana

La figura del nostromo è presente anche sulle navi mercantili.
Nella Marina Mercantile Italiana per conseguire la qualifica di nostromo occorre essere iscritti alla Gente di mare di 1ª Categoria e conseguire la qualifica di secondo nostromo dopo aver effettuato almeno 4 anni di navigazione da marinaio e di Primo nostromo dopo aver effettuato almeno 12 mesi di navigazione da nostromo.
Infine, nei porti italiani esiste anche la figura del nostromo di porto che è esperto sottufficiale (nocchiere di porto) del corpo della capitanerie di porto che presiede a terra ai servizi di ormeggio e disormeggio delle navi (che materialmente vengono eseguiti dagli ormeggiatori - personale marittimo iscritto alla terza categoria della Gente di Mare). Il Nostromo di banchina rappresentava l’Autorità Marittima e Portuale nei punti nevralgici del porto, dove sono in corso manovre di navi e operazioni in banchina. Si tratta di militari di grandissimo “mestiere”, che hanno il controllo totale di tutto ciò che si muove in porto: arrivi, partenze, movimenti, carico e scarico delle merci. Il Nostromo di banchina è il maggiore collaboratore dei servizi portuali perché dà il via alle manovre soltanto quando sono cessati i pericoli in calata (gru fuori posto, presenza di chiatte, cavi in mare o posizionati male, automobili, o altro, posteggiate in zone pericolose ecc.) e controllava i pescaggi, gli sbandamenti delle navi. Ogni nostromo ha una sua zona e il più alto in grado o il più anziano ha l'incarico di 1° nostromo di banchina o nostromo di porto.

## Nel mondo

### Finlandia
Nella Suomen merivoimat, la marina militare della Finlandia il grado è Pursimies/Båtsman secondo la dizione (finlandese)o  (svedese), letteralmente nostromo, corrispondente al capo di terza classe della Marina Militare italiana; il grado superiore è Ylipursimies/Överbåtsman letteralmente Primo nostromo, corrispondente al capo di seconda classe della Marina Militare italiana.
| Distintivo da braccio |                                         |                            |
| Gradi                 | Primo nostromo Ylipursimies Överbåtsman | Nostromo Pursimies Båtsman |

### Germania

#### Deutsche Marine
Nella Deutsche Marine il nostromo (tedesco: bootsmann) è un grado del ruolo sottufficiali, articolato su cinque livelli che nella Marina Militare corrispondono ai gradi che vanno dal secondo capo al capo di prima classe.
| NATO Code          | OR-9               | OR-9               | OR-9               | OR-9               | OR-9               | OR-9           | OR-8           | OR-8           | OR-7           | OR-7          | OR-6          | OR-6          | OR-6      | OR-6      | OR-6      | OR-6 |
| ------------------ | ------------------ | ------------------ | ------------------ | ------------------ | ------------------ | -------------- | -------------- | -------------- | -------------- | ------------- | ------------- | ------------- | --------- | --------- | --------- | ---- |
|                    |                    |                    |                    |                    |                    |                |                |                |                |               |               |               |           |           |           |      |
|                    |                    |                    |                    |                    |                    |                |                |                |                |               |               |               |           |           |           |      |
| Oberstabsbootsmann | Oberstabsbootsmann | Oberstabsbootsmann | Oberstabsbootsmann | Oberstabsbootsmann | Oberstabsbootsmann | Stabsbootsmann | Stabsbootsmann | Hauptbootsmann | Hauptbootsmann | Oberbootsmann | Oberbootsmann | Oberbootsmann | Bootsmann | Bootsmann | Bootsmann |      |

I gradi possono essere approssimativamente con le seguenti denominazioni: Nocchiere, Primo nocchiere (letteralmente nocchiere maggiore), Nocchiere Capo, Nocchiere Scelto (letteralmente Nocchiere dello staff) e Primo nocchiere scelto (letteralmente nocchiere maggiore dello staff).

#### Kriegsmarine
Nella Kriegsmarine Bootsmann faceva parte degli Unteroffiziere mit Portepée. Il grado era articolato su quattro livelli 
|  | Bootsmann          | Bootsmann     | Bootsmann      | Bootsmann |
|  | ------------------ | ------------- | -------------- | --------- |
|  |                    |               |                |           |
|  |                    |               |                |           |
|  | Stabsoberbootsmann | Oberbootsmann | Stabsbootsmann | Bootsmann |

### Paesi Bassi
Nella Regia Marina olandese il grado di Nostromo (olandese: Bootsman) è riservato al personale in servizio di coperta, omologo al Sergente (olandese: Sergeant) nella fanteria di marina, degli altri servizi della marina e nelle altre forze armate olandesi. Il grado, relativamente al personale di coperta, è superiore a Kwartiermeester e inferiore a Schipper, che nel Korps Mariniers e negli altri corpi e servizi della Marina sono omologhi rispettivamente al Korporaal e al Sergeant-majoor.
| Codice NATO        | OR-7     | OR-6     | OR-5            | OR-4            | OR-3 |
| ------------------ | -------- | -------- | --------------- | --------------- | ---- |
| Koninklijke Marine |          |          |                 |                 |      |
| Schipper           | Bootsman | Bootsman | Kwartiermeester | Kwartiermeester |      |

### Polonia
Nella Marynarka Wojenna il nostromo (polacco: bosman) è un grado del ruolo sottufficiali, articolato su livelli che nella Marina Militare corrispondono ai gradi di Sergente e secondo capo. Bosman è superiore al grado di Bosmanmat, traducibile come assistente nostromo o Vice nostromo, omologo del sottocapo aiutante della Marina Militare Italiana.
| NATO Code      | OR-6           | OR-6           | OR-6           | OR-6           | OR-6           | OR-6   | OR-5   | OR-5   | OR-5   | OR-5   | OR-5   | OR-5      | OR-4      | OR-4      | OR-4      | OR-4      | OR-4      | OR-4 |
| -------------- | -------------- | -------------- | -------------- | -------------- | -------------- | ------ | ------ | ------ | ------ | ------ | ------ | --------- | --------- | --------- | --------- | --------- | --------- | ---- |
|                |                |                |                |                |                |        |        |        |        |        |        |           |           |           |           |           |           |      |
| Starszy bosman | Starszy bosman | Starszy bosman | Starszy bosman | Starszy bosman | Starszy bosman | Bosman | Bosman | Bosman | Bosman | Bosman | Bosman | Bosmanmat | Bosmanmat | Bosmanmat | Bosmanmat | Bosmanmat | Bosmanmat |      |

### Russia
Nella Marina imperiale russa il nostromo (russo: Боцман; translitterato: Bocman) era un grado dei sottufficiali inferiore a Stáršij bocman (cirillico: Старший боцман) traducibile con 1° nostromo o letteralmente nostromo anziano. Successivamente con la rivoluzione di ottobre che portò alla caduta dell'Impero russo e alla costituzione dell'Unione Sovietica nella nuova Marina sovietica vennero aboliti i gradi sostituiti con i livelli funzionali; così si sono avuti i livelli di Bocman, Stáršij bocman e Glavnyj bocman (nostromo capo; in russo: Гла́вный боцман) che durarono con qualche variazione fino al 1940 quando vennero aboliti per essere ripristinati i gradi gerarchici, che con qualche variazione sono durati nella loro denominazione fino alla dissoluzione dell'Unione Sovietica e sono stati ereditati dalla Marina della Federazione russa.
| NATO Code                       | OR-6                            | OR-6                            | OR-6                            | OR-6                            | OR-6                            | OR-6            | OR-5            | OR-5            | OR-5            | OR-5            | OR-5            | OR-5                  | OR-4                  | OR-4                  | OR-4                  | OR-4                  | OR-4                  | OR-4 |
| ------------------------------- | ------------------------------- | ------------------------------- | ------------------------------- | ------------------------------- | ------------------------------- | --------------- | --------------- | --------------- | --------------- | --------------- | --------------- | --------------------- | --------------------- | --------------------- | --------------------- | --------------------- | --------------------- | ---- |
|                                 |                                 |                                 |                                 |                                 |                                 |                 |                 |                 |                 |                 |                 |                       |                       |                       |                       |                       |                       |      |
| Stáršij bocman (Старший боцман) | Stáršij bocman (Старший боцман) | Stáršij bocman (Старший боцман) | Stáršij bocman (Старший боцман) | Stáršij bocman (Старший боцман) | Stáršij bocman (Старший боцман) | Bocman (Боцман) | Bocman (Боцман) | Bocman (Боцман) | Bocman (Боцман) | Bocman (Боцман) | Bocman (Боцман) | Bocmanmat (Боцманмат) | Bocmanmat (Боцманмат) | Bocmanmat (Боцманмат) | Bocmanmat (Боцманмат) | Bocmanmat (Боцманмат) | Bocmanmat (Боцманмат) |      |

Nell'ammiragliato la denominazione del grado era Morskoj fel'dfebel' (cirillico: Морской Фельдфебель).

#### Sequenza dei gradi militari della RIF
| Gradi militari della Rossijskij Imperatorskij Flot |                 | |
| Grado inferiore: Bocmanmat (Боцманмат)             | Bocman (Боцман) | Grado superiore: Gardemarin (Гардемарин) Konduktor (Кондуктор) Stáršij bocman (Старший боцман) Morskoj fel'dfebel' (Морской Фельдфебель) |